# Шевцов, Александр Трифонович
Александр Трифонович Шевцов (1911, Малиновка, Харьковская губерния — 1980, Харьков) — советский футболист, защитник, тренер.

## Биография
До образования чемпионата СССР играл за команды «СиМ» Харьков (1928—1930), «Тракторный завод» / «Трактор» Челябинск (1931—1932, 1937). В 1934—1936 годах проходил армейскую службу. В 1939—1940 годах играл в классе «Б» за «Сельмаш» Харьков. В чемпионате СССР 1941 года провёл пять аннулированных матчей за «Спартак» Харьков. В 1943—1944 годах играл в чемпионате Москвы за «Динамо-2». В чемпионате СССР выступал за «Динамо» Минск (1945—1946) и «Динамо» Киев (1947—1948).
Был старшим тренером команд «Динамо» Ворошиловград (1949), «Трудовые резервы» Ворошиловград (1950—1951), «Локомотив» Харьков (1951 — июнь 1954), «Авангард» Харьков (1956, до июня), «Химик» Днепродзержинск (1957 — июнь 1958), «Торпедо» Харьков (1961, с июля), «Шахтёр» Александрия (1963).
Начальник команды (1952), тренер (июнь 1954—1955) «Локомотива» Харьков.
Младший брат Николай был футбольным судьёй.